# Samed Yeşil
Samed Yeşil, né le 25 mai 1994 à Düsseldorf, est un footballeur allemand d'origine turque qui évolue au poste d'avant-centre au DJK Teutonia St. Tönis.

## Biographie
Le 30 août 2012, le jeune allemand signe en faveur du Liverpool FC. Le 26 septembre suivant, il prend part à son premier match avec les Reds à l'occasion du match de League Cup face à West Bromwich Albion (victoire 1-2).
Le 31 août 2015, il est prêté une saison par les Reds au FC Lucerne.
Le 3 septembre 2018, à l'issue de son contrat avec le Paniónios GSS, il s'engage pour une saison avec le KFC Uerdingen, promu pour la saison 2018-2019 en 3.Liga (troisième division allemande).

## Statistiques
| Saison                | Club                   | Championnat           | Championnat | Championnat | Coupe(s) nationale(s) | Coupe(s) nationale(s) | Compétition(s) continentale(s) | Compétition(s) continentale(s) | Compétition(s) continentale(s) | Total | Total |
| Saison                | Club                   | Division              | M.          | B.          | M.                    | B.                    | Comp.                          | M.                             | B.                             | M.    | B.    |
| 2011-2012             | Bayer Leverkusen       | Bundesliga            | 1           | 0           | -                     | -                     | -                              | -                              | -                              | 1     | 0     |
| 2012-2013             | Liverpool FC           | Premier League        | -           | -           | 2                     | 0                     | -                              | -                              | -                              | 2     | 0     |
| 2013-2014             | Liverpool FC           | Premier League        | -           | -           | -                     | -                     | -                              | -                              | -                              | 0     | 0     |
| 2014-2015             | Liverpool FC           | Premier League        | -           | -           | -                     | -                     | -                              | -                              | -                              | 0     | 0     |
| Sous-total            | Sous-total             | Sous-total            | -           | -           | 2                     | 0                     | -                              | -                              | -                              | 2     | 0     |
| 2015-2016             | FC Lucerne             | Super League          | 14          | 1           | 2                     | 0                     | -                              | -                              | -                              | 16    | 1     |
| 2016-2017             | Paniónios GSS          | Super League          | 13          | 1           | -                     | -                     | -                              | -                              | -                              | 13    | 1     |
| 2017-2018             | Paniónios GSS          | Super League          | 20          | 3           | 7                     | 2                     | C3                             | 4                              | 3                              | 31    | 8     |
| Sous-total            | Sous-total             | Sous-total            | 33          | 4           | 7                     | 2                     | -                              | 4                              | 3                              | 44    | 9     |
| 2018-2019             | KFC Uerdingen          | 3. Liga               | 2           | 0           | 2                     | 1                     | -                              | -                              | -                              | 4     | 1     |
| 2019-2020             | Ankara Demirspor       | 2. Lig                | 7           | 0           | -                     | -                     | -                              | -                              | -                              | 7     | 0     |
| 2020-2021             | VfB Homberg            | Regionalliga West     | 22          | 2           | -                     | -                     | -                              | -                              | -                              | 22    | 2     |
| 2021-2022             | DJK Teutonia St. Tönis | Oberliga Niederrhein  | 11          | 1           | 2                     | 0                     | -                              | -                              | -                              | 13    | 1     |
| Total sur la carrière | Total sur la carrière  | Total sur la carrière | 90          | 1           | 15                    | 3                     | -                              | 4                              | 3                              | 109   | 7     |

## Palmarès

### En sélection
Équipe d'Allemagne des moins de 17 ans
- Championnat d'Europe des moins de 17 ans :
  - Finaliste : 2011.

### Distinctions personnelles
- Meilleur buteur du championnat d'Europe des moins de 17 ans en 2011 (3 buts).